# مختار کنت
مختار کنت (به ترکی استانبولی: Muhtar Kent) (زاده ۱۹۵۲) کارآفرین، بازرگان و مدیر ارشد اجرایی آمریکایی ترک‌تبار است، که اکنون به‌عنوان رییس هیئت مدیره شرکت کوکاکولا فعالیت می‌کند.
پدر وی کنسول ترکیه در ایالات متحده بود، به همین دلیل کنت در شهر نیویورک زاده شد. تحصیلات مقدماتی را در مرسین، ترکیه گذراند و وارد کالج آمریکایی تانوس شد. کنت از سال ۲۰۰۸ تاکنون مدیرعامل کوکاکولا می‌باشد.